# Egercsehi
Egercsehi es un pueblo ubicado en el distrito de Eger, en el condado de Heves, Hungría.

## Superficie
Posee una superficie de 10,39 kilómetros cuadrados.

## Demografía
Hasta 2019 la población era de 1235 habitantes, con una densidad de población de 118,9 habitantes por kilómetro cuadrado.